# Francis Russell (7e duc de Bedford)
Pour les articles homonymes, voir Francis Russell et Russell.
Francis Russell, 7e duc de Bedford (13 mai 1788 – 14 mai 1861) est un noble britannique et un homme politique Whig.

## Famille

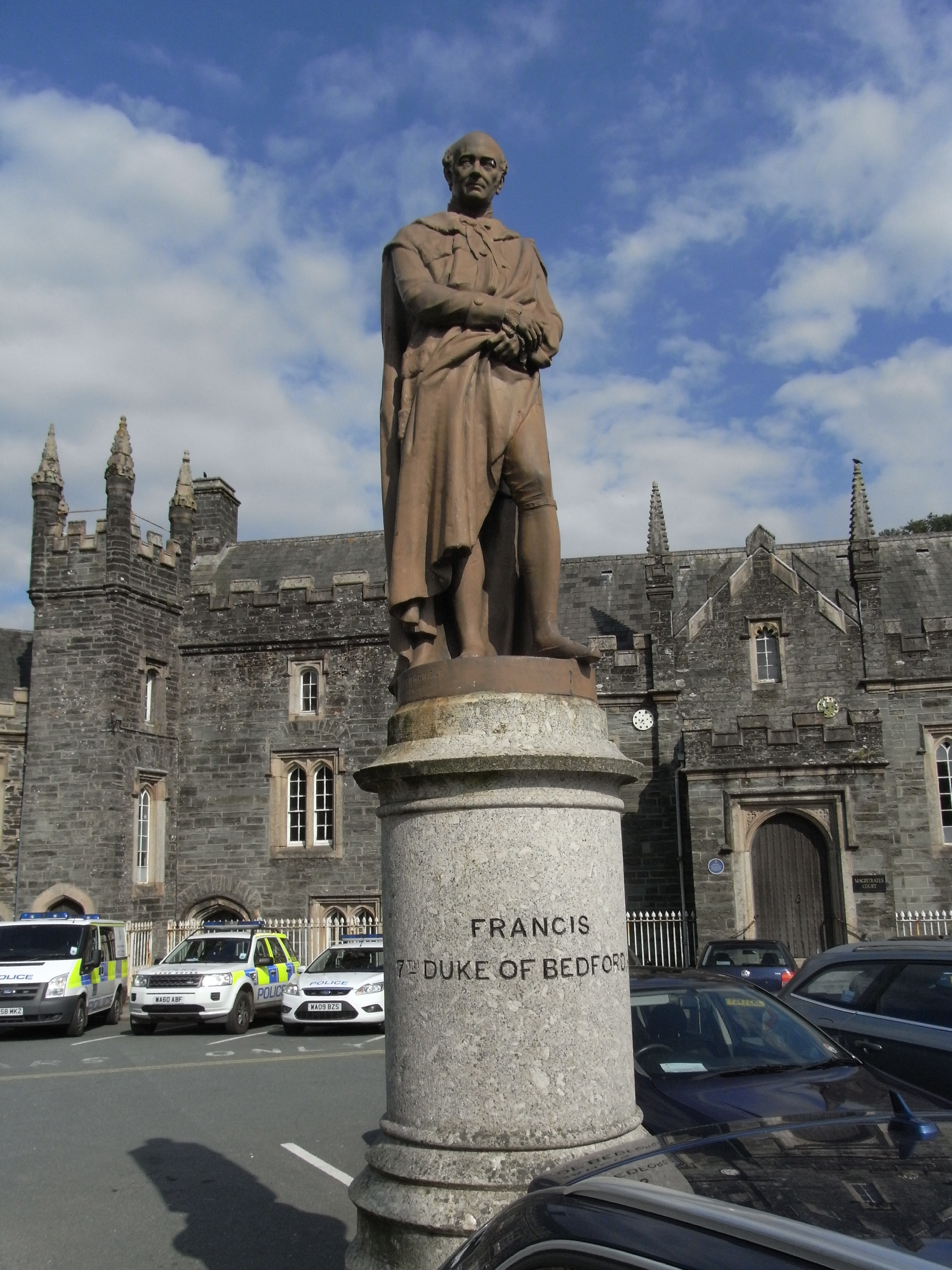
Statue de François, 7e duc de Bedford par Edward Bowring Stephens, devant la Magistrate's court, Tavistock. Érigé par souscription publique, 1864

Il est le fils de John Russell (6e duc de Bedford) et de sa première épouse Georgiana Byng, deuxième fille de George Byng (4e vicomte Torrington). Russell fait ses études à Westminster School et est diplômé du Trinity College, Cambridge en 1808, avec un Master of Arts. Il succède à son père comme duc en 1839.

## Carrière
Il entre à la Chambre des communes du Royaume-Uni en 1809, il siège comme député de Peterborough pendant trois ans. Par la suite, Russell représente le Bedfordshire jusqu'en 1832. L'année suivante, il est appelé à la Chambre des lords à la place de son père avec le titre de baron Howland de Streatham par un acte d'accélération. Russell est admis au Conseil privé le 6 juillet 1846 et est investi en tant que Chevalier de l'Ordre de la Jarretière le 26 mars 1847. Il est adjoint spécial au directeur de Stannaries en 1852 et est nommé Lord Lieutenant du Bedfordshire en 1859, un poste qu'il occupe jusqu'à sa mort en 1861.

## Famille
Russell est le frère aîné de John Russell (1er comte Russell) qui est deux fois Premier Ministre de la Grande-Bretagne.
Le 8 août 1808, il épouse Anne-Marie Stanhope (en), fille de Charles Stanhope, 3e comte de Harrington, et a un fils.
Russell est décédé en 1861, âgé de 73 ans, et est enterré le 22 mai à la Chapelle Bedford de l'Église Saint-michel à Chenies, dans le Buckinghamshire. Il est remplacé dans ses titres, par son fils, William Russell, 8e duc de Bedford.